# ریتا آراگون
لاریتا ای. "ریتا آراگون (انگلیسی: LaRita A. "Rita" Aragon؛ زادهٔ ۳ دسامبر ۱۹۴۷) نظامی اهل ایالات متحده آمریکا است. ژنرال دوستاره بازنشسته گارد ملی هوایی که در حال حاضر ۴مین وزیر امور کهنه سربازان ایالت اکلاهما می‌باشد